# Ricardo Darín
Ricardo Darín (n. 16 ianuarie 1957) este un actor din Argentina.

## Filmografie
- La Playa del amor (1979)
- Juventud sin barreras (1979)
- La carpa del amor (1979)
- La Discoteca del amor (1980)
- La Canción de Buenos Aires (1980)
- Abierto día y noche (1981)
- El desquite (1983)
- La Rosales (1984)
- Expreso a la emboscada (1986)
- Te amo (1986)
- The Stranger (1987)
- Revancha de un amigo (1987)
- Perdido por perdido (1993)
- The Lighthouse (El faro, 1998)
- El Mismo Amor, la Misma Lluvia (1999)
- Nine Queens (2000)
- Son of the Bride (2001)
- La Fuga (2001)
- Kamchatka (2002)
- Samy y yo (2002)
- Moon of Avellaneda (2004)
- The Aura (2005)
- La Educacion De Las Hadas (2006)
- XXY (2007)
- La Señal (2007)
- The Secret in Their Eyes (2009)
- El Baile de la Victoria (2009)
- Carancho (2010)
- Chinese Take-Away (2011)
- White Elephant (2012)
- Una pistola en cada mano (2012)
- Tesis sobre un homicidio (2013)
- Séptimo (2013)
- Cinco segundos antes de morir (2013)
- Wild tales (2014)
- Delirium (2014)
- Truman (2015)
- Capitan Kóblic (2016)
- Nieve Negra (2017)
- The Summit (2017)
- Todos lo saben (2018)